# نبرد سوموسالمی
نبرد سوموسالمی یک درگیری نظامی بین اتحاد جماهیر شوروی و فنلاند بود. این جنگ در ۷ دسامبر ۱۹۳۹ با تصرف منطقه سوموسالمی به دست ارتش شوروی آغاز شد و در ۸ ژانویه ۱۹۴۰ با بازپس گیری کامل این شهر بدست ارتش فنلاند به پایان رسید.